# Diosdado Talamayan
Diosdado Aenlle Talamayan (ur. 19 października 1932 w Manili) – filipiński duchowny rzymskokatolicki, w latach 1986–2011 arcybiskup Tuguegarao.

## Życiorys
Święcenia kapłańskie przyjął 30 listopada 1956. 20 października 1983 został prekonizowany biskupem pomocniczym Tuguegarao. Sakrę biskupią otrzymał 12 stycznia 1984. 31 stycznia 1986 został mianowany arcybiskupem. 15 czerwca 2011 przeszedł na emeryturę.